# Torre de les Finances
La Torre de les Finances (Torre della Finanza, en italià) és una torre de guaita situada al nord de l'illa Piana, entre l'illa de Sardenya i l'illa Asinara, que pertany al municipi de Port de Torres.
Construïda entre 1525 i 1531 i restaurada l'any 1578. Té forma cilíndrica amb dos pisos, el primer amb volta de cúpula i el segon amb pilar central; té un diàmetre de 16 metres i arriba a una alçada de 18 metres. La dotació de la torre era d'un alcaid, un artiller i quatre soldats, amb dos canons.
Va ser restaurada el 1932, quan va ser utilitzada fins al 1950 per l'Agència Tributària per al control contra el contraban. Actualment està en estat d'abandó, amb la volta parcialment esfondrada.